# Navegació intuïtiva
Es coneix com a navegació intuïtiva el procés de recerques directes d'informació en pantalla. Fins fa un temps es considerava com a navegació intuïtiva escriure adreces URL directes en el navegador però el comportament de l'usuari mostra que la navegació intuïtiva es refereix també a com se cerca la informació en la primera pantalla que es veu; el nombre de clics, les paraules clau, el color dels vincles, la velocitat de desplegament, la repetició de termes de recerca, l'aproximació sintàctica, l'assiduïtat i el bookmarking.

## Navegació intuïtiva com a procés
La navegació ha adquirit en els darrers anys un protagonisme propi en l'escenari interactiu. Guiar d'una manera eficaç als usuaris pels continguts del site d'una forma creativa és una lliçó apresa en molts treballs editats.
Per a realitzar una Web intuïtiva és necessari estructurar bé tots els elements visibles de la Web, organitzar les categories, realitzar una arquitectura de la informació autoexplicativa i col·locar elements destacables en la part central de la  home perquè l'usuari pugui escanejar la web ràpidament i obtenir una resposta positiva per a la informació que cerca.
Així una Web serà intuïtiva si l'usuari independentment de la seva edat, raça, cultura o sexe pot navegar sense pensar (fent de la navegació quelcom fluid), trobar allò que cerca sense gaires clics o realitzar un procés (compra, registre, sol·licitud, etc.) sense haver de reflexionar en cada moment ni fer un estudi exhaustiu de la Web per a poder avançar.

## Pautes
Per a realitzar un disseny Web intuïtiu per l'usuari podem utilitzar les següents pautes:
- Simplicitat i interfície clara. Evitar la sobrecàrrega d'elements de la pàgina i mostrar els continguts de manera simple, faciliten als internautes la comprensió dels textos.

- Paraules i contingut. Ús de paraules senzilles, concises i comprensibles. Evitar continguts llargs. Es recomana que la mida de la pàgina sigui de pantalla i mitja, això afavoreix la lectura i no satura a l'usuari amb massa informació.

- Mida de lletra llegible. Utilitzar mida mitjana i destacar paraules claus en negreta.

- Evitar columnes. Més de quatre saturen a l'usuari amb excés d'informació.

- Icones atractives. Implementar en el Web icones per a ressaltar textos i que siguin capaços d'atraure l'atenció de l'usuari amb la finalitat d'orientar-los més fàcilment en les seves cerques.

- Cercadors. Es recomana l'ús de cercador per a incrementar els resultats de cerca en la navegació.

- Enllaços. Els enllaços s'han de revisar periòdicament per comprovar que estiguin sempre actius i sense errors.

- Tècniques breadcrumb. Tipus de disseny inspirat en seguir les molles de pa per tal que l'usuari s'ubiqui en tot moment dins del Web

## Finalitat
Els aspectes psicològics de la recerca, selecció i ús de la informació són aspectes importants que han estat poc difosos en l'àmbit Internet; els estudis en l'àrea només han estat d'interès acadèmic.
Així factors a tenir en compte pel disseny d'una web amb navegació intuïtiva favorable serien: estructura, ordre, neteja i mida de la pàgina web. Aquests aspectes seran fonamentals per tal que les visites que cerquen informació en una web, l'obtinguin mitjançant l'accés directe per pantalla.
Hem de pensar i tenir en compte el funcionament del nostre cervell i com es succeeixen l'associació d'idees i restar en un primer nivell d'associació. Aquesta serà la clau per un Web intuïtiu.